# زیزفون، اعزاز
زیزفون (به عربی: الزیزفون) یک روستا در سوریه است که در ناحیه صوران (حلب) واقع شده‌است. زیزفون ۸۲۰ نفر جمعیت دارد.